# Вовкове (Покровський район)
Во́вкове — село Покровської міської громади Покровського району Донецької області, в Україні. У селі мешкає 23 людей.

## Загальні відомості
Відстань до райцентру становить близько 12 км.

## Транспорт
Селом проходить автошлях місцевого значення С050932 Новосергіївка — Романівка — 
Солоне — Піщане — Звірове (16,3 км).

## Населення

### Мова
Розподіл населення за рідною мовою за даними перепису 2001 року:
| Мова       | Кількість | Відсоток |
| ---------- | --------- | -------- |
| українська | 16        | 69.57%   |
| російська  | 7         | 30.43%   |
| Усього     | 23        | 100%     |